# آلفا سه‌پایه
آلفا سه‌پایه یک ستاره است که در صورت فلکی سه‌پایه قرار دارد. این ستاره درخشان‌ترین ستاره در صورت فلکی سه‌پایهٔ جنوبی است. قدر ظاهری این ستاره ۳٫۲۷ است که به‌اندازه ی کافی روشن است که در مناطق شهری در نیمکره ی جنوبی مشاهده شود. این ستاره به‌اندازه کافی فاصله‌اش نزدیک است تا بتوان با استفاده از شیفت اختلاف منظر دوریش را انداره‌گیری کرد. این بازده حدود ۹۷ سال نوری (۳۰ پارسک) از خورشید، با یک حاشیهٔ خطای ۵٪ اندازه‌گیری می‌شود. آلفا سه‌پایه ستاره قطبی قطب جنوب سیارهٔ تیر است.